# Alfaskop AB
Alfaskop AB var ett IT-företag med bakgrund i Nokia Data. Detta senare bolag påbörjade 1990 en utveckling av franchisebolag som skulle sälja PC och nätverksteknologi. Från 1994 arbetade dessa bolag mycket nära varandra och levererade nätverksteknologi, Microsoft-lösningar och systemintegration. 1995 sammanfördes dessa bolag i Alfaskop AB, som blev börsintroducerat 1997.
År 2000 hade Alfaskop AB 660 anställda på 18 försäljningskontor i Sverige. 2001 begärde sig bolaget dock i konkurs och 400 anställda sades upp. Tidningen Business Wire rapporterade att halva personalstyrkan kunde anställas av Meteorit AB, ett annat IT-konsultföretag.